# Hypobathrum
Hypobathrum là một chi thực vật có hoa trong họ Thiến thảo (Rubiaceae).

## Loài
Chi Hypobathrum gồm các loài: